# Незнакомец (фильм, 1981)
«Незнакомец» (англ. The Prowler, также «Убийца Розмари» или «Мародёр») — американский слэшер режиссёра Джозефа Зито. Премьера фильма состоялась 6 ноября 1981 года.
Хотя фильм получил смешанные обзоры кинокритиков, в последующие годы он приобрёл культовый статус, а его спецэффекты были расценены на тот момент как самые лучшие в жанре ужаса  (постановщик спецэффектов Том Савини считал этот фильм своей самой лучшей работой).

## Сюжет
Во время Второй мировой войны солдат получает письмо от своей возлюбленной Розмари, в котором та пишет, что бросает его. На одном из выпускных балов в 1945 году эта девушка вместе со своим новым партнёром становятся жертвами убийства.
Через 35 лет после происшествия в 1980 году в этом же городке решают возродить старую традицию проведения выпускных балов. Одним из сподвижников такого возрождения является Пэм, желающая использовать это для начала построения серьёзных отношений с помощником шерифа Марком. Марк, в свою очередь, является исполняющим обязанности главного шерифа, который в это время отдыхает на рыбалке. Во время проведения бала объявляется убийца-маньяк в своей военной форме, и со штыком и вилами наперевес идёт убивать развлекающуюся молодёжь оставляя на трупах девушек розу.

## В ролях
- Вики Даусон — Пэм Макдональд
- Кристофер Гутмэн — помощник шерифа Марк Лондон
- Лоуренс Тирни — майор Чатем
- Фарли Грейнджер — шериф Джордж Фрейзер
- Синди Вентрауб — Лиза
- Лиза Дансхет — Шерри
- Дэвид Седерхолм — Карл
- Билл Нуннери — Портье
- Том Брэй — Бен
- Дайан Роуд — Салли
- Брайан Инглунд — Пол
- Донна Дэвис — миссис Эллисон
- Джой Глаккум — Фрэнсис Розмари Чатем
- Тимоти Уорер — Рой
- Джон Сайц — Пэт Кингсли
- Билл Хью Коллинз — Отто
- Дэн Лоунсбери — гимнаст
- Дуглас Стивенсон — Кингсли в детстве
- Питер Джулиано — незнакомец
- Джонатан Сачар — Майк

Фарли Грейнджер носил костюм убийцы только в сцене разоблачения. Во всех предыдущих сценах костюм носили по-очереди ассистент режиссёра Питер Джулиано (убийца в сценах, где он преследует жертв, или просто стоит в кадре) и художник по гриму постановщик спецэффектов Том Савини (убийца в сценах самих убийств).

## Съёмочная группа
- Том Савини — специальные эффекты, грим